# Lekkoatletyka na Letnich Igrzyskach Olimpijskich 1928 – bieg na 100 m mężczyzn
Bieg na 100 m mężczyzn – jedna z konkurencji lekkoatletycznych rozegranych w ramach Igrzysk Olimpijskich w 1928 w Amsterdamie. W zawodach wystąpiło 76 zawodników.

## Rezultaty

### Eliminacje
Dwóch najlepszych zawodników w każdym biegu awansowało do ćwierćfinału:

#### 1. bieg
| Lp. | Zawodnik         | Reprezentacja | Czas   |
| --- | ---------------- | ------------- | ------ |
| 1.  | John Fitzpatrick | Kanada        | 11,0 s |
| 2.  | Richard Corts    | Niemcy        | 11,0 s |
| 3.  | Willy Dujardin   | Belgia        | 11,2 s |
| 4.  | Wim Hennings     | Holandia      | 11,4 s |
| 5.  | Angelos Lambrou  | Grecja        | 11,4 s |

#### 2. bieg
| Lp. | Zawodnik        | Reprezentacja | Czas   |
| --- | --------------- | ------------- | ------ |
| 1.  | Sidney Atkinson | ZPA           | 11,2 s |
| 2.  | André Mourlon   | Francja       | 11,2 s |
| 3.  | Jesús Moraila   | Meksyk        | 11,5 s |
| 4.  | Franco Reyser   | Włochy        | 11,5 s |

#### 3. bieg
| Lp. | Zawodnik              | Reprezentacja | Czas   |
| --- | --------------------- | ------------- | ------ |
| 1.  | Frank Wykoff          | USA           | 11,0 s |
| 2.  | Paul Brochart         | Belgia        | ?      |
| 3.  | Mario Gómez           | Meksyk        | ?      |
| 4.  | Jaap Boot             | Holandia      | ?      |
| 5.  | Konstantinos Petridis | Grecja        | ?      |
| 6.  | Fernando Muñagorri    | Hiszpania     | ?      |

#### 4. bieg
| Lp. | Zawodnik             | Reprezentacja   | Czas   |
| --- | -------------------- | --------------- | ------ |
| 1.  | Ferenc Gerő          | Węgry           | 10,8 s |
| 2.  | Aubrey Burton-Durham | ZPA             | ?      |
| 3.  | Willy Weibel         | Szwajcaria      | 11,4 s |
| 4.  | Diego Ordóñez        | Hiszpania       | ?      |
| 5.  | John Heap            | Wielka Brytania | ?      |
| 6.  | Eduardo Albe         | Argentyna       | ?      |

#### 5. bieg
| Lp. | Zawodnik         | Reprezentacja   | Czas   |
| --- | ---------------- | --------------- | ------ |
| 1.  | Jack London      | Wielka Brytania | 10,8 s |
| 2.  | Buck Hester      | Kanada          | ?      |
| 3.  | Ladislau Peter   | Rumunia         | ?      |
| 4.  | Francisco Costas | Meksyk          | ?      |
| 5.  | Mehmet Ali Aybar | Turcja          | ?      |

#### 6. bieg
| Lp. | Zawodnik           | Reprezentacja | Czas   |
| --- | ------------------ | ------------- | ------ |
| 1.  | Juan Bautista Pina | Argentyna     | 11,0 s |
| 2.  | Ralph Adams        | Kanada        | ?      |
| 3.  | Edgardo Toetti     | Włochy        | ?      |
| 4.  | Iwao Aizawa        | Japonia       | ?      |
| 5.  | Semih Türkdoğan    | Turcja        | ?      |

#### 7. bieg
| Lp. | Zawodnik       | Reprezentacja   | Czas   |
| --- | -------------- | --------------- | ------ |
| 1.  | Willie Legg    | ZPA             | 11,0 s |
| 2.  | Cyril Gill     | Wielka Brytania | 11,0 s |
| 3.  | Rodolfo Wagner | Chile           | ?      |

#### 8. bieg
| Lp. | Zawodnik         | Reprezentacja  | Czas   |
| --- | ---------------- | -------------- | ------ |
| 1.  | Hubert Houben    | Niemcy         | 11,0 s |
| 2.  | Johannes Viljoen | ZPA            | 11,0 s |
| 3.  | Karel Kněnický   | Czechosłowacja | 11,3 s |
| 4.  | Dolf Benz        | Holandia       | 11,4 s |

#### 9. bieg
| Lp. | Zawodnik         | Reprezentacja | Czas   |
| --- | ---------------- | ------------- | ------ |
| 1.  | Georg Lammers    | Niemcy        | 10,8 s |
| 2.  | André Théard     | Haiti         | ?      |
| 3.  | János Paizs      | Węgry         | ?      |
| 4.  | Leo Jørgensen    | Dania         | ?      |
| 5.  | Jean Moulin      | Luksemburg    | ?      |
| 6.  | Renos Frangoudis | Grecja        | ?      |

#### 10. bieg
| Lp. | Zawodnik            | Reprezentacja   | Czas   |
| --- | ------------------- | --------------- | ------ |
| 1.  | Walter Rangeley     | Wielka Brytania | 11,0 s |
| 2.  | Rinus van den Berge | Holandia        | 11,1 s |
| 3.  | Johann Bartl        | Czechosłowacja  | 11,1 s |
| 4.  | Şinasi Şahingiray   | Turcja          | ?      |

#### 11. bieg
| Lp. | Zawodnik        | Reprezentacja | Czas   |
| --- | --------------- | ------------- | ------ |
| 1.  | István Raggambi | Węgry         | 11,0 s |
| 2.  | Jimmy Carlton   | Australia     | 11,0 s |
| 3.  | Alberto Barucco | Argentyna     | 11,1 s |
| 4.  | Óscar Alvarado  | Chile         | 11,3 s |
| 5.  | Juan Serrahima  | Hiszpania     | 11,3 s |
| 6.  | Ronald Burns    | Indie         | 11,3 s |

#### 12. bieg
| Lp. | Zawodnik          | Reprezentacja  | Czas   |
| --- | ----------------- | -------------- | ------ |
| 1.  | Percy Williams    | Kanada         | 11,0 s |
| 2.  | Jaroslav Vykoupil | Czechosłowacja | ?      |
| 3.  | André Dufau       | Francja        | ?      |
| 4.  | José de Lima      | Portugalia     | ?      |
| 5.  | Haris Šveminas    | Litwa          | ?      |

#### 13. bieg
| Lp. | Zawodnik        | Reprezentacja | Czas   |
| --- | --------------- | ------------- | ------ |
| 1.  | José Barrientos | Kuba          | 11,0 s |
| 2.  | André Cerbonney | Francja       | ?      |
| 3.  | Fred Zinner     | Belgia        | ?      |

#### 14. bieg
| Lp. | Zawodnik           | Reprezentacja | Czas   |
| --- | ------------------ | ------------- | ------ |
| 1.  | Claude Bracey      | USA           | 11,0 s |
| 2.  | Gilbert Auvergne   | Francja       | 11,1 s |
| 3.  | Hermann Geißler    | Austria       | 11,2 s |
| 4.  | Risto Mattila      | Finlandia     | 11,3 s |
| 5.  | Emmanuel Goldsmith | Szwajcaria    | 11,5 s |
| 6.  | Georges Schmit     | Luksemburg    | 12,2 s |

#### 15. bieg
| Lp. | Zawodnik        | Reprezentacja | Czas   |
| --- | --------------- | ------------- | ------ |
| 1.  | Henry Russell   | USA           | 11,0 s |
| 2.  | Denis Cussen    | Irlandia      | ?      |
| 3.  | Willy Tschopp   | Szwajcaria    | ?      |
| 4.  | Adolphe Groscol | Belgia        | ?      |

#### 16. bieg
| Lp. | Zawodnik            | Reprezentacja | Czas   |
| --- | ------------------- | ------------- | ------ |
| 1.  | Bob McAllister      | USA           | 10,8 s |
| 2.  | Anselmo Gonzaga     | Filipiny      | ?      |
| 3.  | Enrique de Chávarri | Hiszpania     | ?      |
| 4.  | Fritz Eyschen       | Luksemburg    | ?      |

### Ćwierćfinały
Dwóch najlepszych zawodników w każdym biegu awansowało do półfinału:

#### 1. ćwierćfinał
| Lp. | Zawodnik            | Reprezentacja  | Czas   |
| --- | ------------------- | -------------- | ------ |
| 1.  | Willie Legg         | ZPA            | 10,8 s |
| 2.  | John Fitzpatrick    | Kanada         | ?      |
| 3.  | Ferenc Gerő         | Węgry          | ?      |
| 4.  | Rinus van den Berge | Holandia       | ?      |
| 5.  | Denis Cussen        | Irlandia       | ?      |
| 6.  | Jaroslav Vykoupil   | Czechosłowacja | ?      |

#### 2. ćwierćfinał
| Lp. | Zawodnik             | Reprezentacja   | Czas   |
| --- | -------------------- | --------------- | ------ |
| 1.  | Bob McAllister       | USA             | 10,8 s |
| 2.  | Richard Corts        | Niemcy          | 11,0 s |
| 3.  | Cyril Gill           | Wielka Brytania | ?      |
| 4.  | István Raggambi      | Węgry           | ?      |
| 5.  | Aubrey Burton-Durham | ZPA             | ?      |
|     | André Cerbonney      | Francja         | DQ     |

#### 3. ćwierćfinał
| Lp. | Zawodnik         | Reprezentacja | Czas   |
| --- | ---------------- | ------------- | ------ |
| 1.  | Henry Russell    | USA           | 10,8 s |
| 2.  | Hubert Houben    | Niemcy        | ?      |
| 3.  | Gilbert Auvergne | Francja       | ?      |
| 4.  | Buck Hester      | Kanada        | ?      |
| 5.  | Sidney Atkinson  | ZPA           | ?      |

#### 4. ćwierćfinał
| Lp. | Zawodnik        | Reprezentacja   | Czas   |
| --- | --------------- | --------------- | ------ |
| 1.  | Percy Williams  | Kanada          | 10,8 s |
| 2.  | Jack London     | Wielka Brytania | ?      |
| 3.  | André Théard    | Haiti           | ?      |
| 4.  | André Mourlon   | Francja         | ?      |
| 5.  | José Barrientos | Kuba            | ?      |

#### 5. ćwierćfinał
| Lp. | Zawodnik           | Reprezentacja | Czas   |
| --- | ------------------ | ------------- | ------ |
| 1.  | Frank Wykoff       | USA           | 10,8 s |
| 2.  | Juan Bautista Pina | Argentyna     | ?      |
| 3.  | Johannes Viljoen   | ZPA           | ?      |
| 4.  | Anselmo Gonzaga    | Filipiny      | ?      |
| 5.  | Jimmy Carlton      | Australia     | ?      |

#### 6. ćwierćfinał
| Lp. | Zawodnik        | Reprezentacja   | Czas   |
| --- | --------------- | --------------- | ------ |
| 1.  | Claude Bracey   | USA             | 10,8 s |
| 2.  | Georg Lammers   | Niemcy          | ?      |
| 3.  | Walter Rangeley | Wielka Brytania | ?      |
| 4.  | Ralph Adams     | Kanada          | ?      |
| 5.  | Paul Brochart   | Belgia          | ?      |

### Półfinały
Trzech najlepszych zawodników w każdym biegu awansowało do finału:

#### 1. półfinał
| Lp. | Zawodnik           | Reprezentacja | Czas   |
| --- | ------------------ | ------------- | ------ |
| 1.  | Bob McAllister     | USA           | 10,6 s |
| 2.  | Percy Williams     | Kanada        | 10,6 s |
| 3.  | Willie Legg        | ZPA           | 10,6 s |
| 4.  | Hubert Houben      | Niemcy        | 10,7 s |
| 5.  | Claude Bracey      | USA           | 10,8 s |
| 6.  | Juan Bautista Pina | Argentyna     | 11,0 s |

#### 2. półfinał
| Lp. | Zawodnik         | Reprezentacja   | Czas   |
| --- | ---------------- | --------------- | ------ |
| 1.  | Jack London      | Wielka Brytania | 10,6 s |
| 2.  | Georg Lammers    | Niemcy          | 10,7 s |
| 3.  | Frank Wykoff     | USA             | 10,7 s |
| 4.  | Henry Russell    | USA             | 10,8 s |
| 5.  | Richard Corts    | Niemcy          | 10,8 s |
| 6.  | John Fitzpatrick | Kanada          | 10,9 s |

### Finał
| Lp. | Zawodnik       | Reprezentacja   | Czas   |
| --- | -------------- | --------------- | ------ |
| 1.  | Percy Williams | Kanada          | 10,8 s |
| 2.  | Jack London    | Wielka Brytania | 10,9 s |
| 3.  | Georg Lammers  | Niemcy          | 10,9 s |
| 4.  | Frank Wykoff   | USA             | 11,0 s |
| 5.  | Willie Legg    | ZPA             | 11,0 s |
| 6.  | Bob McAllister | USA             | 11,0 s |

## Klasyfikacja końcowa

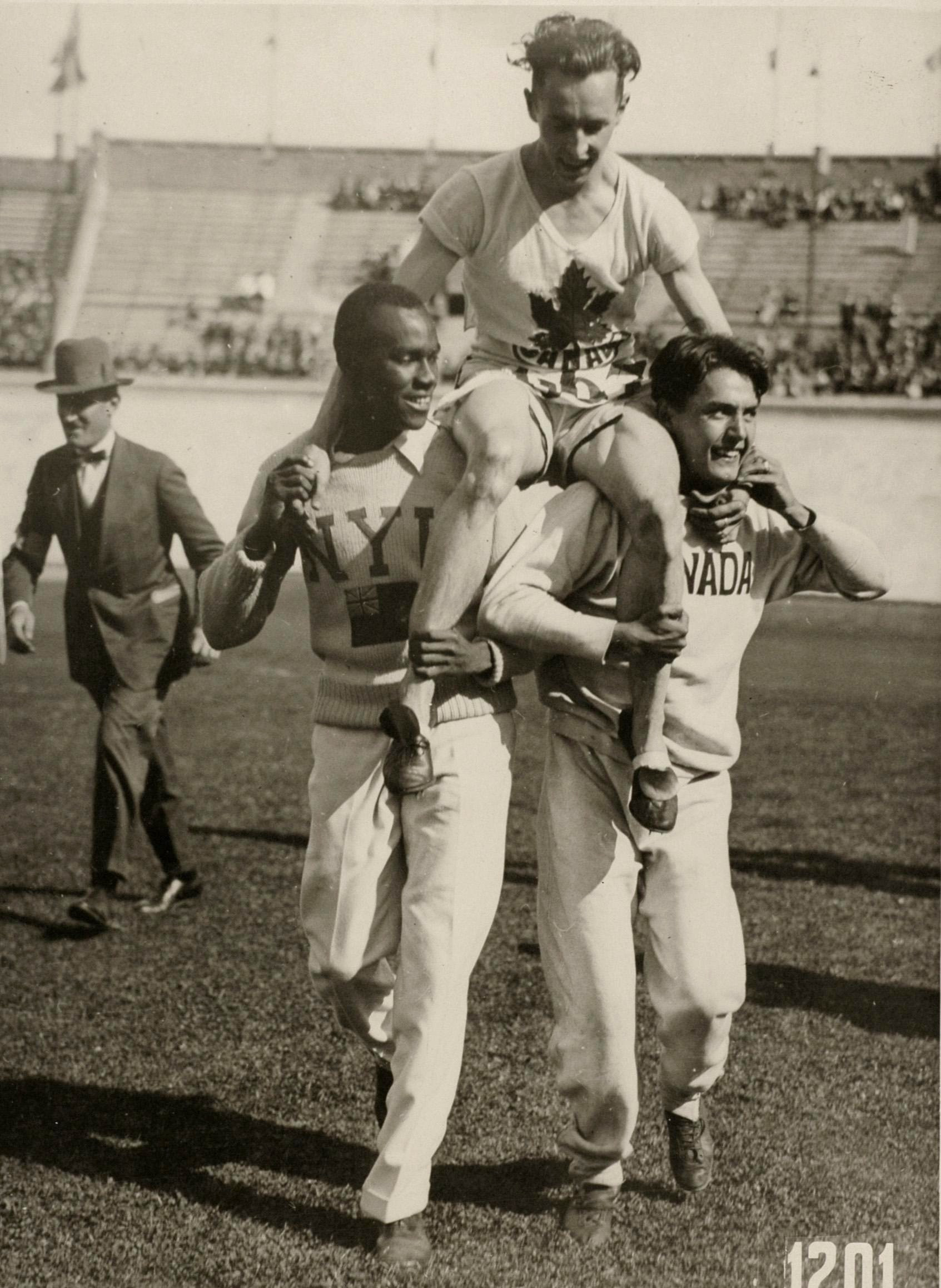
Percy Williams po zwycięskim biegu na 100 m

| Lp. | Zawodnik              | Reprezentacja   |
| --- | --------------------- | --------------- |
| 1.  | Percy Williams        | Kanada          |
| 2.  | Jack London           | Wielka Brytania |
| 3.  | Georg Lammers         | Niemcy          |
| 4.  | Frank Wykoff          | USA             |
| 5.  | Willie Legg           | ZPA             |
| 6.  | Bob McAllister        | USA             |
| 7.  | Hubert Houben         | Niemcy          |
| 7.  | Henry Russell         | USA             |
| 9.  | Claude Bracey         | USA             |
| 9.  | Richard Corts         | Niemcy          |
| 11. | Juan Bautista Pina    | Argentyna       |
| 11. | John Fitzpatrick      | Kanada          |
| 13. | Ferenc Gerő           | Węgry           |
| 13. | Cyril Gill            | Wielka Brytania |
| 13. | Gilbert Auvergne      | Francja         |
| 13. | André Théard          | Haiti           |
| 13. | Johannes Viljoen      | ZPA             |
| 13. | Walter Rangeley       | Wielka Brytania |
| 19. | Rinus van den Berge   | Holandia        |
| 19. | István Raggambi       | Węgry           |
| 19. | Buck Hester           | Kanada          |
| 19. | André Mourlon         | Francja         |
| 19. | Anselmo Gonzaga       | Filipiny        |
| 19. | Ralph Adams           | Kanada          |
| 25. | Denis Cussen          | Irlandia        |
| 25. | Aubrey Burton-Durham  | ZPA             |
| 25. | Sidney Atkinson       | ZPA             |
| 25. | José Barrientos       | Kuba            |
| 25. | Jimmy Carlton         | Australia       |
| 25. | Paul Brochart         | Belgia          |
| 31. | Jaroslav Vykoupil     | Czechosłowacja  |
| 32. | André Cerbonney       | Francja         |
| 33. | Willy Dujardin        | Belgia          |
| 33. | Jesús Moraila         | Meksyk          |
| 33. | Mario Gómez           | Meksyk          |
| 33. | Willy Weibel          | Szwajcaria      |
| 33. | Ladislau Peter        | Rumunia         |
| 33. | Edgardo Toetti        | Włochy          |
| 33. | Rodolfo Wagner        | Chile           |
| 33. | Karel Kněnický        | Czechosłowacja  |
| 33. | János Paizs           | Węgry           |
| 33. | Johann Bartl          | Czechosłowacja  |
| 33. | Alberto Barucco       | Argentyna       |
| 33. | André Dufau           | Francja         |
| 33. | Fred Zinner           | Belgia          |
| 33. | Hermann Geißler       | Austria         |
| 33. | Willy Tschopp         | Szwajcaria      |
| 33. | Enrique de Chávarri   | Hiszpania       |
| 49. | Wim Hennings          | Holandia        |
| 49. | Franco Reyser         | Włochy          |
| 49. | Jaap Boot             | Holandia        |
| 49. | Diego Ordóñez         | Hiszpania       |
| 49. | Francisco Costas      | Meksyk          |
| 49. | Iwao Aizawa           | Japonia         |
| 49. | Dolf Benz             | Holandia        |
| 49. | Leo Jørgensen         | Dania           |
| 49. | Şinasi Şahingiray     | Turcja          |
| 49. | Óscar Alvarado        | Chile           |
| 49. | José de Lima          | Portugalia      |
| 49. | Risto Mattila         | Finlandia       |
| 49. | Adolphe Groscol       | Belgia          |
| 49. | Fritz Eyschen         | Luksemburg      |
| 62. | Angelos Lambrou       | Grecja          |
| 62. | Konstantinos Petridis | Grecja          |
| 62. | John Heap             | Wielka Brytania |
| 62. | Mehmet Ali Aybar      | Turcja          |
| 62. | Semih Türkdoğan       | Turcja          |
| 62. | Jean Moulin           | Luksemburg      |
| 62. | Juan Serrahima        | Hiszpania       |
| 62. | Haris Šveminas        | Litwa           |
| 62. | Emmanuel Goldsmith    | Szwajcaria      |
| 72. | Fernando Muñagorri    | Hiszpania       |
| 72. | Eduardo Albe          | Argentyna       |
| 72. | Renos Frangoudis      | Grecja          |
| 72. | Ronald Burns          | Indie           |
| 72. | Georges Schmit        | Luksemburg      |